# April 1994
Portal Geschichte | Portal Biografien | Aktuelle Ereignisse | Jahreskalender | Tagesartikel

◄ |
19. Jahrhundert |
20. Jahrhundert
| 21. Jahrhundert

◄ |
1960er |
1970er |
1980er |
1990er
| 2000er | 2010er | 2020er | ►

◄ |
1990 |
1991 |
1992 |
1993 |
1994
| 1995 | 1996 | 1997 | 1998 | ►

◄ |
Januar 1994 |
Februar 1994 |
März 1994 |
April 1994 |
Mai 1994 |
Juni 1994 |
Juli 1994 |
►
Dieser Artikel behandelt aktuelle Nachrichten und Ereignisse im April 1994.

## Tagesgeschehen

### Freitag, 1. April 1994
- Bonn/Deutschland: Zum ersten Mal in der Geschichte des deutschen Militärs ist eine weibliche Person als General tätig. Der Bundesministerium der Verteidigung Volker Rühe beförderte Verena von Weymarn am 23. März mit Wirkung zum heutigen Tag zum Generalarzt in der Luftwaffe.[1]

### Dienstag, 5. April 1994
- Warschau/Polen: Polen stellt bei der Europäischen Union (EU) einen Antrag, über den Beitritt des Landes zur EU zu verhandeln.[2]

### Mittwoch, 6. April 1994
- City of Lancaster/Vereinigtes Königreich: Der Prototyp DA2 des Mehrzweckkampfflugzeugs Eurofighter absolviert seinen Jungfernflug. Insgesamt entwickeln Deutschland, Italien, Spanien und das Vereinigte Königreich vor Aufnahme der Vorserienfertigung parallel sieben Entwicklungsflugzeuge des Typs.[3]
- Kigali/Ruanda: Beim Landeanflug auf den Flughafen der Hauptstadt wird eine Dassault Falcon 50 von zwei Raketen getroffen, in der sich der Präsident Juvénal Habyarimana und sein Amtskollege aus Burundi Cyprien Ntaryamira befinden. Habyarimana, seit 1973 Staatsoberhaupt von Ruanda, sowie Ntaryamira und zehn weitere Insassen überleben den Angriff nicht. Die Urheber sind unbekannt.[4]
- Ruanda: Eine Stunde nach dem Tod des Präsidenten beginnen breit angelegte gewaltsame Übergriffe auf Angehörige der Klasse der Tutsi durch Angehörige der Klasse der Hutu. Bereits im Januar warnte der Kommandeur des Kontingents der UNAMIR-Friedenssicherungsmission der Vereinten Nationen Roméo Dallaire, dass er mit einem baldigen Versuch der „Vernichtung der Tutsi“ rechne. In Ruanda stellen die Hutu, zu denen auch der Präsident gehörte, die Mehrheit der Bevölkerung, während die Tutsi allerdings privilegiert sind.[5][6]

### Donnerstag, 7. April 1994
- Kigali/Ruanda: Am zweiten Tag der Gewaltexplosion in Ruanda ermorden Zivilisten, die der Klasse der Hutu angehören, die amtierende Premierministerin Agathe Uwilingiyimana (Republikanische Demokratische Bewegung). Die Regierungschefin und der am Vortag getötete Präsident Juvénal Habyarimana galten als „gemäßigte“ Hutu, deren Ziele in der Aussöhnung mit der Gruppe der Tutsi sowie dem Ende des Konflikts mit der Ruandischen Patriotischen Front bestanden.[7]

### Freitag, 8. April 1994
- Seattle/Vereinigte Staaten: Der Sänger der Rockband Nirvana Kurt Cobain wird tot in seinem Haus in Seattle aufgefunden. Seine Band ist Wegbereiter der Musikrichtung Grunge und gab ihr letztes Konzert am 1. März in München. Die hohe Terminbelastung der Band wird als ein Grund für den exzessiven Heroinkonsum des Sängers angesehen, der nun im Alter von 27 Jahren durch eine Überdosis starb.[8][9]
- Tokio/Japan: Morihiro Hosokawa, Japans erster Premierminister seit 1946, der nicht der Liberaldemokratischen Partei (LPD) angehört, verkündet im neunten Monat seiner Regierung seinen Rücktritt. Die LDP beschuldigt ihn eines finanziellen Vergehens in den 1980er Jahren, mit dem er nach eigener Aussage nichts zu tun hatte.[10]

### Sonntag, 10. April 1994
- Tunis/Tunesien: Im Finale der 19. Fußball-Afrikameisterschaft siegt Nigeria 2:1 gegen Sambia.[11]

### Freitag, 15. April 1994
- Königstein/Deutschland: Das Amtsgericht eröffnet das Insolvenzverfahren gegen den Bauunternehmer Jürgen Schneider. Die Fremdfinanzierung der Immobilien des Unternehmers ist grundpfandrechtlich gesichert, daher werden aus der Konkursmasse zuerst Banken bedient werden. Die erbrachten Leistungen weiterer Gläubiger, z. B. von Handwerkern aus der Bauwirtschaft, können nicht entgolten werden, da der Marktwert der Immobilien unter ihrem Finanzierungswert liegt. Schneider und seine Ehefrau flohen vor neun Tagen in die Vereinigten Staaten.[12]
- Marrakesch/Marokko: 124 Unterzeichnerstaaten des Allgemeinen Zoll- und Handelsabkommens GATT begründen nach achtjähriger Verhandlungsphase die internationale Welthandelsorganisation (englisch World Trade Organization, WTO), die ihre Arbeit am 1. Januar 1995 aufnehmen soll. Sie wird ihren Sitz in Genf in der Schweiz haben und der Liberalisierung der Weltwirtschaft dienen.[13]

### Donnerstag, 21. April 1994
- Nyamagabe/Ruanda: Angehörige der sozialen Gruppe Hutu verüben in Murambi bei Gikongoro ein Massaker an mehreren zehntausend Angehörigen der Gruppe Tutsi, die sich in die Gebäude einer Schule geflüchtet hatten. Dem Angriff ging eine mehrtägige Belagerung des Gebäudekomplexes voraus.[14]

### Sonntag, 24. April 1994
- Edinburgh/Vereinigtes Königreich: England gewinnt das Finale der Frauen-Rugby-Union-Weltmeisterschaft 38:23 gegen die Vereinigten Staaten.

### Montag, 25. April 1994
- Frankfurt am Main/Deutschland: Die Deutsche Bank AG als Grundpfand-Inhaber der Immobilien des flüchtigen Bauunternehmers Jürgen Schneider erklärt sich bereit, alle von diesem Schuldner nicht erfüllten Forderungen der Handwerker aus der Bauwirtschaft zu übernehmen, nachdem sich ihr Vorstandssprecher Hilmar Kopper am vergangenen Donnerstag in der öffentlichen Kommunikation dazu hinreißen ließ, deren Forderungen mit „Peanuts“ (deutsch „Erdnüsse“) gleichzusetzen.[15][16]

### Dienstag, 26. April 1994
- Aichi/Japan: Ein Flugzeug vom Typ Airbus A300 der Fluggesellschaft China Airlines erleidet am Ende seines Flugs von Taoyuan, Taiwan, nach Nagoya nahe des Zielflughafens einen Strömungsabriss. In der Folge schlägt es neben der Landebahn auf und explodiert. Nur sieben der 271 Insassen überleben den Absturz.[17]
- Bonn/Deutschland: Der Bundestag beschließt das Gesetz zur Umsetzung des Beschlusses des Deutschen Bundestages vom 20. Juni 1991 zur Vollendung der Einheit Deutschlands, der den Hauptstadtbeschluss enthält, nach welchem die rheinländische Stadt Bonn künftig nicht mehr Hauptsitz der Bundesregierung sowie des Bundestags sein wird. Der heutige Beschluss regelt, welche Bundesministerien und -behörden nach Berlin, an den neuen Regierungssitz, verlegt werden sollen. In Bonn verbleiben u. a. das Bundesministerium der Verteidigung und das Bundesministerium für Umwelt, Naturschutz und Reaktorsicherheit.[18]

### Freitag, 29. April 1994
- Pretoria/Südafrika: Im südlichsten Land Afrikas endet die viertägige erste Parlamentswahl nach Abschaffung der gesetzlich vorgeschriebenen Herrschaft der weißen Bevölkerungsminderheit. Politische Beobachter v. a. in der westlichen Welt bezeichnen sie als „Wunder der Demokratie“. Der eindeutige Wahlsieger ist die Organisation Afrikanischer Nationalkongress, insbesondere ihre Führungsperson Nelson Mandela.[19]

### Samstag, 30. April 1994

Viele Länder in Osteuropa nehmen erstmals am Grand Prix Eurovision teil

- Dublin/Irland: Paul Harrington und Charlie McGettigan gewinnen im Point Theatre für Irland das Finale im 39. Grand Prix Eurovision de la Chanson. Es ist Irlands dritter Sieg in Folge.[20]

## Weblinks

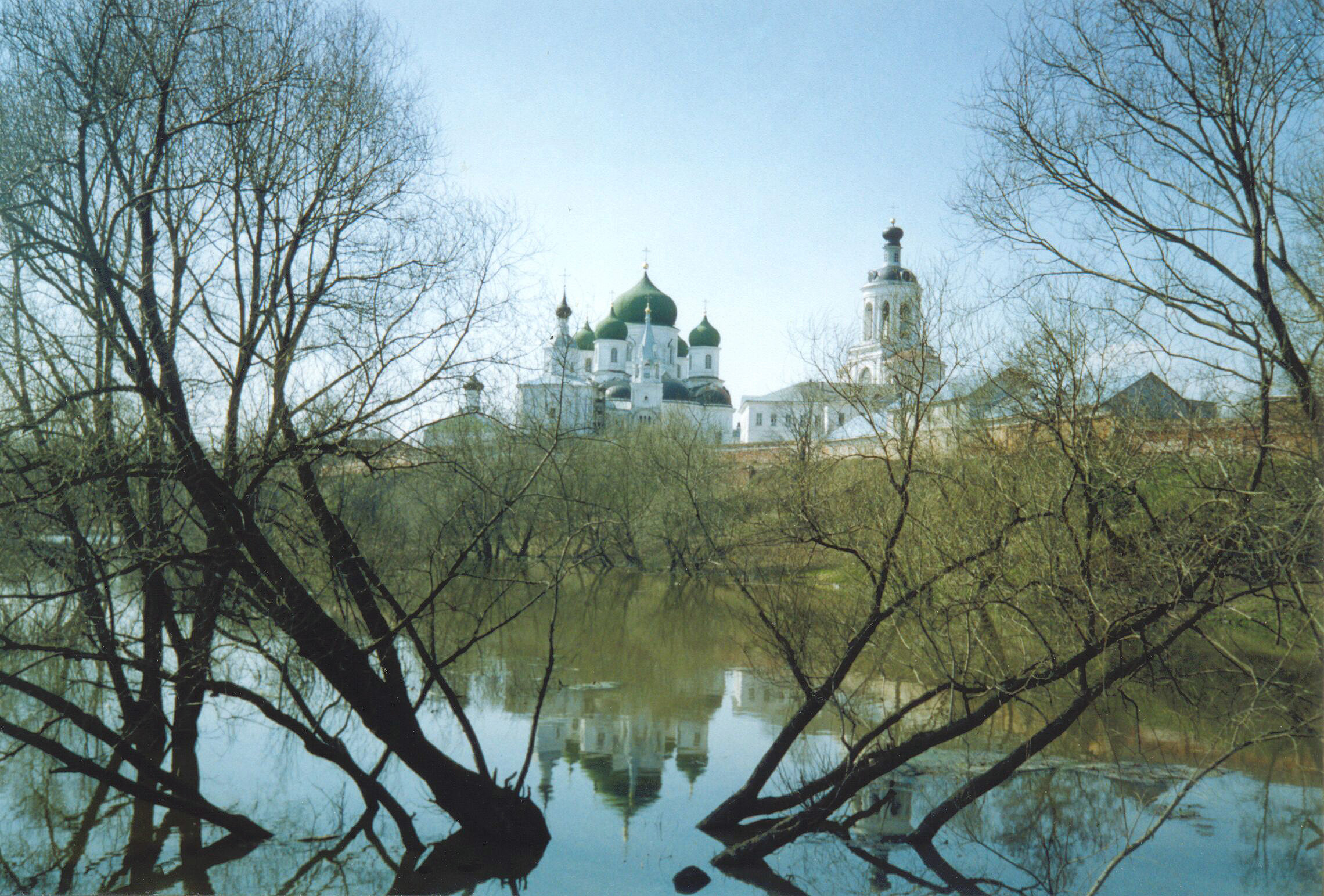
Russland im April 1994